# Чамзінський район
Ча́мзінський район (рос. Чамзинский район, ерз. Чаунзабуе) — муніципальний район у складі Республіки Мордовія Російської Федерації.
Адміністративний центр — селище міського типу Чамзінка.

## Населення
Населення району становить 11362 особи (2019, 13851 у 2010, 16366 у 2002).
Понад 60 % населення району за національністю ерзяни, живуть також татари, росіяни, українці, чуваші, марійці.

## Адміністративно-територіальний поділ
На території району 2 міських та 8 сільських поселень:
| Поселення                             | Площа, км² | Населення, осіб (2002) | Населення, осіб (2010) | Населення, осіб (2019) | Центр             | Населені пункти |
| ------------------------------------- | ---------- | ---------------------- | ---------------------- | ---------------------- | ----------------- | --------------- |
| Комсомольське міське поселення        | 72,04      | 14716                  | 14020                  | 12979                  | Комсомольський    | 4               |
| Чамзінське міське поселення           | 67,07      | 10560                  | 10115                  | 9767                   | Чамзінка          | 3               |
| Алексієвське сільське поселення       | 39,54      | 1158                   | 1050                   | 1004                   | Алексієвка        | 2               |
| Апраксінське сільське поселення       | 89,04      | 1252                   | 1169                   | 987                    | Апраксіно         | 7               |
| Великомаресевське сільське поселення  | 153,76     | 1507                   | 1248                   | 1290                   | Велике Маресево   | 6               |
| Великоремезьонське сільське поселення | 92,71      | 822                    | 739                    | 709                    | Великі Ремезьонки | 4               |
| Медаєвське сільське поселення         | 142,33     | 935                    | 808                    | 666                    | Медаєво           | 5               |
| Мічурінське сільське поселення        | 123,21     | 1053                   | 899                    | 753                    | Мічуріно          | 11              |
| Отрадненське сільське поселення       | 94,19      | 1002                   | 890                    | 988                    | Отрадне           | 5               |
| Пічеурське сільське поселення         | 135,51     | 866                    | 701                    | 594                    | Пічеури           | 6               |

- 26 травня 2014 року було ліквідовано Краснопосьолківське сільське поселення, його територія увійшла до складу Мічурінського сільського поселення[4].
- 17 травня 2018 року було ліквідовано Маломаресевське сільське поселення, його територія увійшла до складу Великоремезьонського сільського поселення; було ліквідовано Мокшалейське сільське поселення, його територія увійшла до складу Великомаресевського сільського поселення[5].
- 24 квітня 2019 року було ліквідовано Сабур-Мачкаське сільське поселення, його територія увійшла до складу Комсомольського міського поселення; було ліквідовано Кульмінське сільське поселення, його територія увійшла до складу Отрадненського сільського поселення[6].

## Найбільші населені пункти
Найбільші населені пункти з чисельністю населення понад 1000 осіб:
| № | Населений пункт | Населення, осіб (2002) | Населення, осіб (2010) |
| - | --------------- | ---------------------- | ---------------------- |
| 1 | Комсомольський  | 14 230                 | 13 513                 |
| 2 | Чамзінка        | 9 906                  | 9 463                  |